# Michael den Heijer
Michael James den Heijer (* 14. April 1996 in Auckland) ist ein neuseeländisch-niederländischer Fußballspieler.

## Karriere

### Verein
Nach seiner ersten Zeit bei Onehunga Sports wechselte Michael den Heijer im Sommer 2013 zum Wanderers SC, wo er bis April 2014 spielte. Danach versuchte er sich knapp ein Jahr in der U18 des japanischen Klubs Kashiwa Reysol, wonach er im März 2015 in seine Heimat zurückkehrte, in der er beim Auckland City FC einen Vertrag unterschrieb. Hier gab er bei einem 3:0-Sieg über den Suva FC sein Debüt in der OFC Champions League.
Im August 2016 machte er den Schritt nach Europa, wo er in den Niederlanden beim Zweitligisten NEC Nijmegen unterschrieb; hier war er nun Teil der U21-Mannschaft. Er war auch für die erste Mannschaft gemeldet, belegte hier aber immer nur einen Bankplatz. Nach einer Rückenverletzung im Sommer 2018 verpasste er den Saisonstart und kam danach nur noch selten zu Nominierungen. So trennten sich die Wege im August 2019, wonach er eine Saison beim unterklassigen SV DFS spielte. Im September 2020 wechselte er nach Deutschland, wo er in der Oberliga Niederrhein nun für den 1. FC Kleve spielte. Nach sieben von ihm gespielten Partien wurde die Saison 2020/21 aufgrund der COVID-19-Pandemie abgebrochen.
Wieder zu Einsätzen kam er ab März 2021 beim Auckland United FC, zurück in Neuseeland. Mit diesem spielte er nun die ersten beiden Saisons der National League und kam mit seinem Team in der zweiten Spielzeit in die Championship-Runde. Seit Anfang 2023 steht er wieder beim Auckland City FC unter Vertrag, mit welchem er bislang noch zwei weitere Titel in der OFC Champions League gewann.

### Nationalmannschaft
Im April 2013 nahm er mit der neuseeländischen U17 an der Ozeanienmeisterschaft 2013 teil und kam hier bei vier von fünf Spielen zum Einsatz. Im darauffolgenden Oktober gehörte er zum Kader bei der Weltmeisterschaft 2013 und kam hier in jeder Partie über die volle Spielzeit zum Einsatz.